# SC Pick Szeged
Pick Szeged is een Hongaarse handbalclub uit Szeged, die speelt in de Nemzeti Bajnokság I, de hoogste competitie in Hongarije.

## Geschiedenis
De herenclub van Szeged werd in 1960 opgericht onder de naam Szegedi Előre (Voor Szeged) en werd in 1993 Sport Club Pick Szeged naar het voedingsbedrijf Pick, dat een van de grootste producenten van Salami is. Het team begon zijn geschiedenis diep in de nationale divisies. In 1979 met de Hongaarse Cup en won daarna zijn eerste landstitel in 1996. Het was toen in 1977 dat Szeged op het internationale toneel verscheen, eerst in de beker en daarna in de Champions League .
De club beleefde zijn gouden eeuw in de jaren '90 , een periode waarin de grote rivaliteit met Veszprém geboren werd. Het was ook in deze tijd dat jonge talenten en internationaal bekende werden en in het buitenland gingen spelen. Spelers als László Nagy , Balázs Laluska , Nenad Puljezević , Vladan Matić , Nikola Eklemović. Sindsdien is Szeged tweede achter de grote Veszprém die in 2007 pas voor de laatste vijftien werd verslagen door de titel te winnen.
Regelmatig gekwalificeerd in de Europa Cup, de beste prestaties was twee de kwartfinales van de Champions League bereiken, tijdens de seizoenen 2003/04 en 2014/15.
Maar de grootste europese succes was in de EHF Cup. in het seizoen 2013/14 won Szeged de beker. In de Max Schmeling-Halle in Berlijn wonnen ze van het thuisspelende Füchse Berlin en de finale van de Franse Montpellier met 24 - 29.

## Resultaten
| 01 |

| 1 00 |

| 3 00 |

| 9 00 |

| 3 00 |

| 4 00 |

| 9 00 |

| 9 00 |

| 9 00 |

| 6 00 |

| 8 00 |

| 8 00 |

| 4 00 |

| 1 00 |

| 10 |

| 9 00 |

| 4 00 |

| 3 00 |

| 6 00 |

| 6 00 |

| 4 00 |

| 3 00 |

| 5 00 |

| 2 00 |

| 3 00 |

| 9 00 |

| 8 00 |

| 3 00 |

| 10 00 |

| 5 00 |

| 3 00 |

| 2 00 |

| 3 00 |

| 1 00 |

| 3 00 |

| 3 00 |

| 3 00 |

| 3 00 |

| 3 00 |

| 2 00 |

| 2 00 |

| 2 00 |

| 2 00 |

| 2 00 |

| 1 00 |

| 2 00 |

| 2 00 |

| 2 00 |

| 2 00 |

| 2 00 |

| 2 00 |

| 2 00 |

| 2 00 |

| 2 00 |

| 2 00 |

| 1 00 |

| 2 00 |

|  |

| 1 00 |

| Nemzeti Bajnokság I | Nemzeti Bajnokság I/B | Nemzeti Bajnokság II | Regiokampioenschap | Stadscompetitie |

## Erelijst
| Competitie            | Aantal | Jaren                                                |
| --------------------- | ------ | ---------------------------------------------------- |
| Internationaal        |        |                                                      |
| EHF Cup               | 1x     | 2013/14                                              |
| Nationaal             |        |                                                      |
| Landskampioenschap    | 4x     | 1995/96, 2006/07, 2017/18, 2020/21                   |
| Bekerwinnaar          | 7x     | 1977, 1982, 1983, 1992/93, 2005/06, 2007/08, 2018/19 |
| Nemzeti Bajnokság I/B | 1x     | 1975                                                 |

## Retired Numbers
| No. | Nat.            | Naam          | Pos.       | Periode     |
| --- | --------------- | ------------- | ---------- | ----------- |
| 8   | Vlag van Zweden | Jonas Källman | Linkerhoek | 2014 - 2021 |